# Alenis Vargas
Waldir Alenis Vargas Valentín (San Pedro Sula, Cortés, Honduras, 4 de diciembre de 2003) es un futbolista hondureño. Juega de delantero en el SJK Seinäjoki de la Veikkausliiga.

## Trayectoria

### Sporting Kansas City
Alenis Vargas inició su carrera en las divisiones menores de equipos como Real España y Olimpia, en Honduras, y Cartaginés, en Costa Rica.
El 3 de abril de 2023, se unió al Sporting Kansas City II, equipo perteneciente a la MLS Next Pro. Su debut oficial en esta categoría se produjo el 23 de abril del mismo año, en un enfrentamiento contra el FC Cincinnati II que terminó con derrota 2-3. El 2 de julio de 2023 marcó su primer gol con la camiseta del equipo durante una contundente victoria 7-1 ante el Vancouver Whitecaps II. A lo largo de su paso por la filial del Sporting Kansas City, disputó 21 partidos, anotando en seis ocasiones y contribuyendo con siete asistencias.
El 15 de diciembre de 2023, se anunció que daría el salto a la Major League Soccer, tras haber sido adquirido por el Sporting Kansas City para los siguientes tres años, hasta 2026. Su debut en la MLS tuvo lugar el 24 de febrero de 2024, en un enfrentamiento contra el Houston Dynamo, en el Shell Energy Stadium, correspondiente a la primera fecha de la temporada 2024 y que terminó con empate 1-1.

## Selección nacional
Recibió su primera convocatoria a la selección adulta de Honduras el 12 de marzo de 2024 para el encuentro contra Costa Rica del repechaje de Concacaf clasificatorio a la Copa América 2024.

## Estadísticas

### Clubes
Actualizado al último partido disputado el 7 de abril de 2024.
| Club                                   | Div.                | Temporada           | Liga  | Liga  | Liga   | Copa Nacional | Copa Nacional | Copa Nacional | Copa Internacional | Copa Internacional | Copa Internacional | Total | Total | Total  |
| Club                                   | Div.                | Temporada           | Part. | Goles | Asist. | Part.         | Goles         | Asist.        | Part.              | Goles              | Asist.             | Part. | Goles | Asist. |
| -------------------------------------- | ------------------- | ------------------- | ----- | ----- | ------ | ------------- | ------------- | ------------- | ------------------ | ------------------ | ------------------ | ----- | ----- | ------ |
| Sporting Kansas City II Estados Unidos |                     |                     |       |       |        |               |               |               |                    |                    |                    |       |       |        |
| 3.ª                                    | 2023                | 21                  | 6     | 7     | -      | -             | -             | -             | -                  | -                  | 21                 | 6     | 7     |        |
| Total                                  | Total               | 21                  | 6     | 7     | 0      | 0             | 0             | 0             | 0                  | 0                  | 21                 | 6     | 7     |        |
| Sporting Kansas City Estados Unidos    |                     |                     |       |       |        |               |               |               |                    |                    |                    |       |       |        |
| 1.ª                                    | 2024                | 20                  | 2     | 1     | -      | -             | -             | -             | -                  | -                  | 20                 | 2     | 1     |        |
| Total                                  | Total               | 20                  | 2     | 1     | 0      | 0             | 0             | 0             | 0                  | 0                  | 20                 | 2     | 1     |        |
| SJK Seinäjoki · Finlandia              |                     |                     |       |       |        |               |               |               |                    |                    |                    |       |       |        |
| 1.ª                                    | 2025                | 16                  | 2     | 0     | 2      | 1             | 0             | 2             | 0                  | 0                  | 20                 | 3     | 0     |        |
| Total                                  | Total               | 16                  | 2     | 0     | 2      | 1             | 0             | 2             | 0                  | 0                  | 20                 | 3     | 0     |        |
| Total en su carrera                    | Total en su carrera | Total en su carrera | 57    | 10    | 8      | 2             | 1             | 0             | 2                  | 0                  | 0                  | 61    | 12    | 8      |